# Valaam
Predefinição:Infobox islands

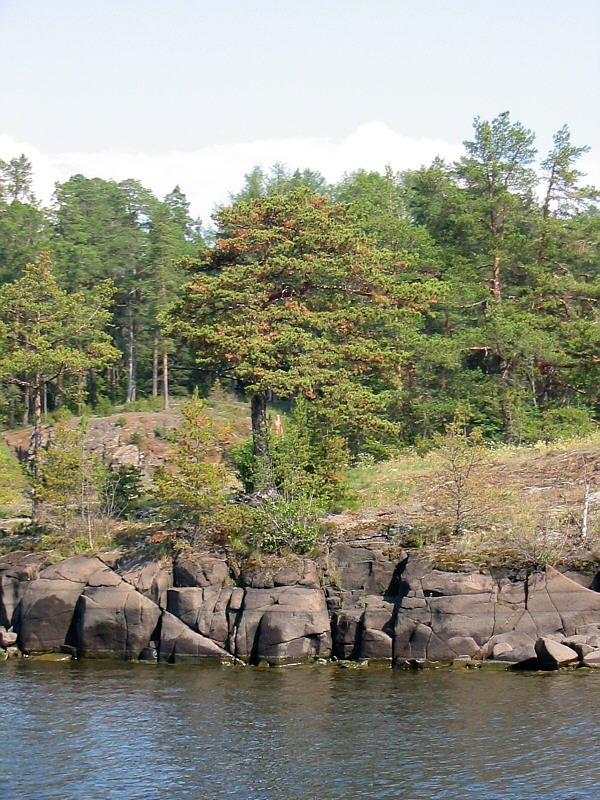
Paisagem natural em Valaam

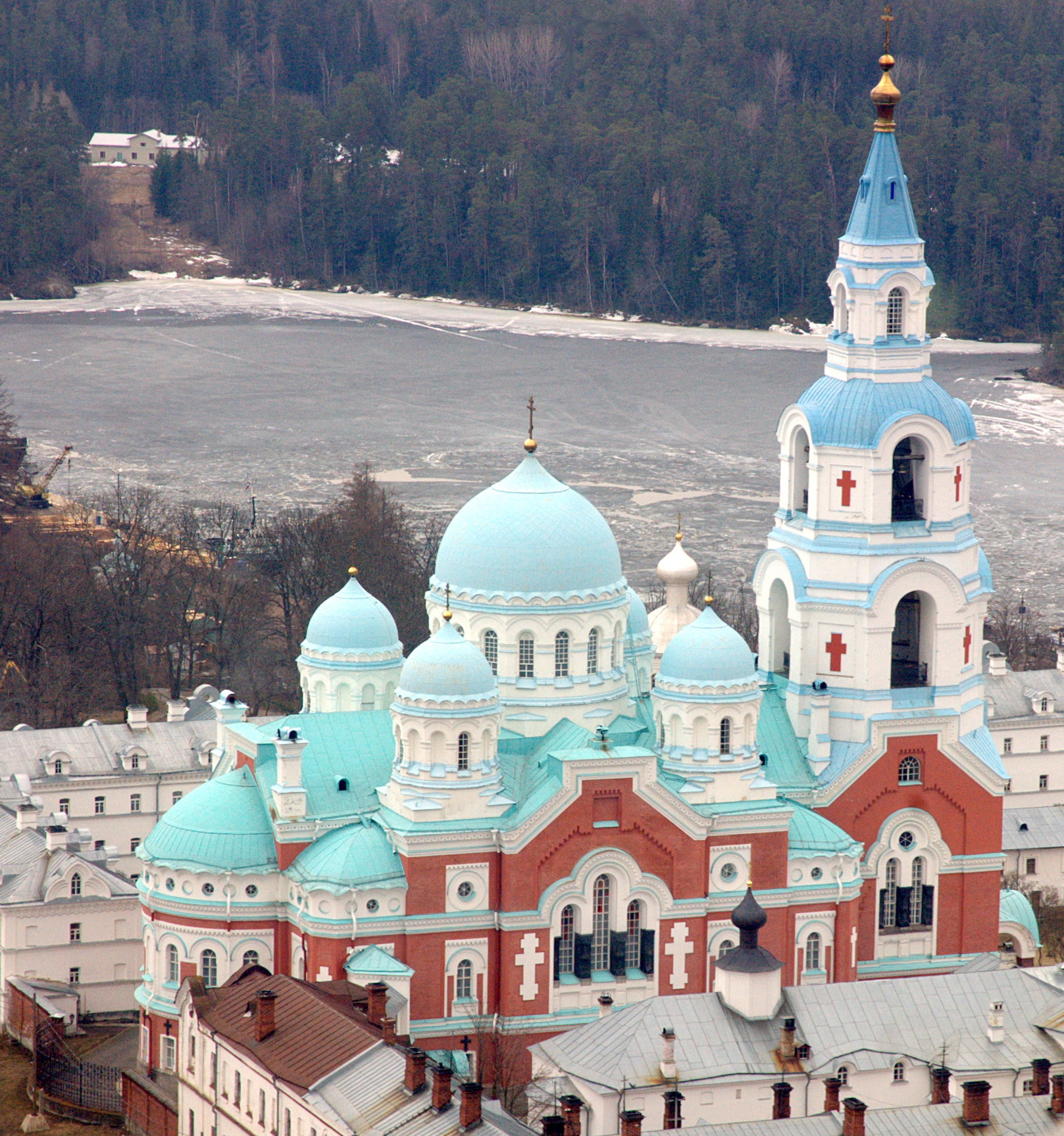
Spaso-Preobrazhensky Catedral do Mosteiro de Valaam

A ilha de Valaam (russo: Валаам or Валаамский архипелаг), também conhecida historicamente pelo nome finlandês de Valamo, é um arquipélago na porção norte do Lago Ladoga, dentro da República da Carélia, na Federação Russa. A área total das suas mais de 50 ilhas é de 36 km². A maior delas também é chamada de Valaam. É conhecida por ser o local do Mosteiro de Valaam que remonta ao século XIV, e por sua beleza natural. No século XII, as ilhas formaram parte da República da Novogárdia. No século XVII, foram capturadas pela Suécia durante o Tempo de Dificuldades, mas a Rússia a reconquistou menos de um século depois. Quando o Grão-Ducado da Finlândia foi estabelecido, no princípio do século XIX, como parte integrante do Império Russo, Alexandre I da Rússia fez Valaam parte da Finlândia. Em 1917, Valaam se tornou parte da Finlândia independente, mas foi readquirida pela União Soviética durante a Guerra de Inverno e a Guerra de Continuação.
O nome da ilha vem da palavra ugro-fínica valamo, que quer dizer lugar alto, montanha. O clima e a história natural da ilha são únicos devido à sua posição no lago Ladoga. A primavera começa no começo de março e um verão típico em Valaam consiste em 30-35 dias ensolarados, o que já é mais do que em terra firme. A temperatura média em julho é de 17 °C. O inverno e a neve chegam no começo de dezembro. No começo de fevereiro a estrada de gelo para a cidade mais próxima, Sortavala (42 km) fica transitável. A temperatura média em fevereiro é menos 8 °C.
Mais de 480 espécies de plantas crescem na ilha, muitas das quais cultivadas pelos monges. A ilha é coberta por árvores coníferas, cerca de 65% das quais são pinheiros. A ilha foi visitada repetidamente pelos imperadores Alexandre I, Alexandre II, e outros membros da família imperial. Outros visitantes famosos incluem Tchaikovsky e Dmitri Mendeleiev.
A ilha é permanentemente habitada por monges e famílias. Em 1999, havia cerca de 600 residentes na ilha principal; inclusive pessoal do Exército, trabalhadores de restauração, guias turísticos e monges. Há um jardim da infância, um ginásia de artes e esportes, uma escola e um centro médico. A comunidade de Valaam, no momento, não apresenta qualquer status administrativo.
Durante o verão, a ilha principal pode ser alcançada por barcos de passeio que deixam S. Petersburgo à noite, e chegam na ilha na manhã seguinte.
O presidente da Rússia tem uma dacha em uma das ilhas do arquipélago, mas a sua localização precisa não é oficialmente divulgada.

## Ligações Externas
- https://web.archive.org/web/20080421180718/http://nordictravel.ru/page/valaam.html

- https://web.archive.org/web/20130404201414/http://valaam.ru/en/